# أراض فرنسية جنوبية وأنتارتيكية
أراضي فرنسية جنوبية وأنتارتيكية (بالفرنسية: Terres australes et antarctiques françaises)‏ تتكون من:
1. مجموعة من الجزر البركانية في جنوب المحيط الهندي وجنوب شرق أفريقيا، تتمركز هذه الجزر في مسافة متساوية تقريبا بين قارة أفريقيا والقارة القطبية الجنوبية وقارة أستراليا.
2. جزيرة أتيليد (Adélie land) وهي جزء من المطالبات الفرنسية في القارة القطبية الجنوبية.
3. الجزر المتناثرة في المحيط الهندي.

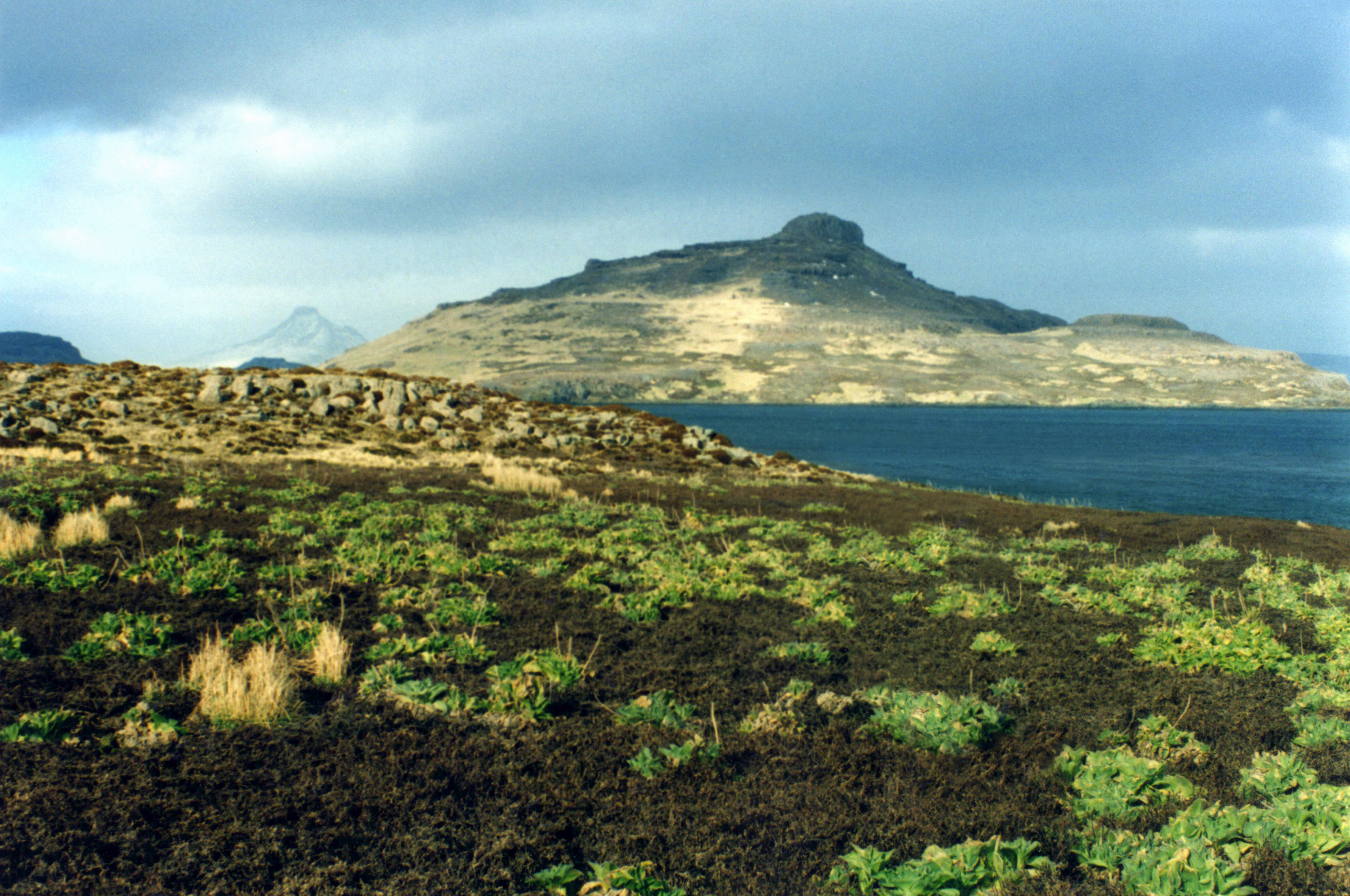
خريطة الأراضي الفرنسية الجنوبية والقطبية الجنوبية جزيرة كيرغولن

كما أن الإقليم غالبا ما يسمى الأراضي الجنوبية الفرنسية (بالفرنسية : Terres australes françaises) أو الأقاليم الفرنسية الجنوبية، الذي يستبعد جزيرة أتيليد حيث لم يتم الاعتراف بها للسيادة الفرنسية على الصعيد الدولي، ولا ترتبط جزيرة انتاركتيك (Antarctique land) إلى الأراضي الفرنسية، المستعمرة الفرنسية السابقة في البرازيل، كما أن الأراضي الفرنسية لا يوجد بها سكان دائمين، وأن عدد السكان بها يتكون من الأفراد العسكريين والمسؤولين المدنيين، والباحثين العلميين وموظفي الدعم.

## جغرافية الأراضي الفرنسية
ويشمل أراضي على جزر أمستردام (بالفرنسية: Île Amsterdam) وجزر سانت بول (بالفرنسية: Île Saint-Paul)، وجزر كروزيه (بالفرنسية: Îles Crozet)، وجزر كيرغولن (بالفرنسية: Îles Kerguelen) والتي تقع في جنوب المحيط الهندي، جنبا إلى جنب مع القطاعات الفرنسية أعلنت من القارة القطبية الجنوبية.
في جزيرة أتيليد "Adélie land" تبلغ مساحتها حوالي 432000 كيلومتر مربع، أما بقية الجزر المحيطة بها فتبلغ مساحتها 7781 كيلومتر مربع، ولا تملك هذه الجزيرة أي من السكان الأصليين، على الرغم من أنه في عام 1997 كان هناك حوالي 100 باحث، كما أن عدد الباحثين يختلف من فصل الشتاء (يناير) لفصل الصيف (يوليو).
أما جزر امستردام وسانت بول وبراكين فهي جزر هامدة، أما أعلى نقطة في هذه الجزر هو جبل روس على جزيرة كيرغولن إذ يبلغ ارتفاعه حوالي 1850 متر. ولا توجد في هذه الجزر مهابط للطائرات وإنما تملك فقط مراسي بحرية.

## اقتصاد الأراضي الفرنسية
تعاني الجزر الفرنسية من محدودية الموارد الطبيعية إذ تملك ثروة محدودة من الأسماك والقشريات ؛ وكما أن النشاط الاقتصادي في الجزر يقتصر على خدمة مراكز بحوث الأرصاد الجوية والجيوفيزيائية والفرنسية وأساطيل الصيد الأخرى، الموارد السمكية الرئيسية في الجزر تتشكل من المسنن وجراد البحر الشوكي، أما الإقليم فيستطيع من جمع إيرادات صافية تبلغ 16 مليون يورو كل عام.